# Нехо I
Нехо I — номарх V нижньоєгипетського ному з центром у місті Саїс, що у Дельті, за часів додекархії, фактичний фараон, засновник XXVI династії.

## Життєпис
Хоча Нехо ніколи не приймав царського титулу, він вважався засновником і родоначальником XXVI династії, яка отримала престол в особі свого сина Псамметіха I. Нехо відомий переважно з ассирійських джерел, однак існує також один єгипетський документ, що належить до часів його правління: подарунковий напис на стелі, переданій храму у Себенніті жерцем Ісіди Аканошем на другий рік царювання Нехо.
Походив з династії знатних лівійських найманців, що володіли Саїсом і Мемфісом. Імовірно, Нехо I був сином саїського номарха Тефнахта II і братом свого попередника Некауби. Практично все своє життя присвятив боротьбі з кушитами, використовуючи Ассирію як союзника. Присягнувши Ашшурбаніпалу 667 до н. е., долучився до коаліції, що утворилась проти останнього. Після погрому в Саїсі був закутий цепами та приведений до Ніневії, але один з усіх повсталих царів був прощений Ашшурбаніпалом, який знову уклав з ним союз.
Нехо був убитий 664 до н. е. кушитами, які вторглись до Нижнього Єгипту. Кушитами керував фараон Танутамон, який володів Фівами та більшою частиною Верхнього Єгипту. Син Нехо I Псамметіх I відновив незалежність і цілісність Єгипту.